# Cladiella klunzingeri
Cladiella klunzingeri är en korallart som beskrevs av Thomson och Simpson 1909. Cladiella klunzingeri ingår i släktet Cladiella och familjen läderkoraller. Inga underarter finns listade i Catalogue of Life.